# Girls Beware

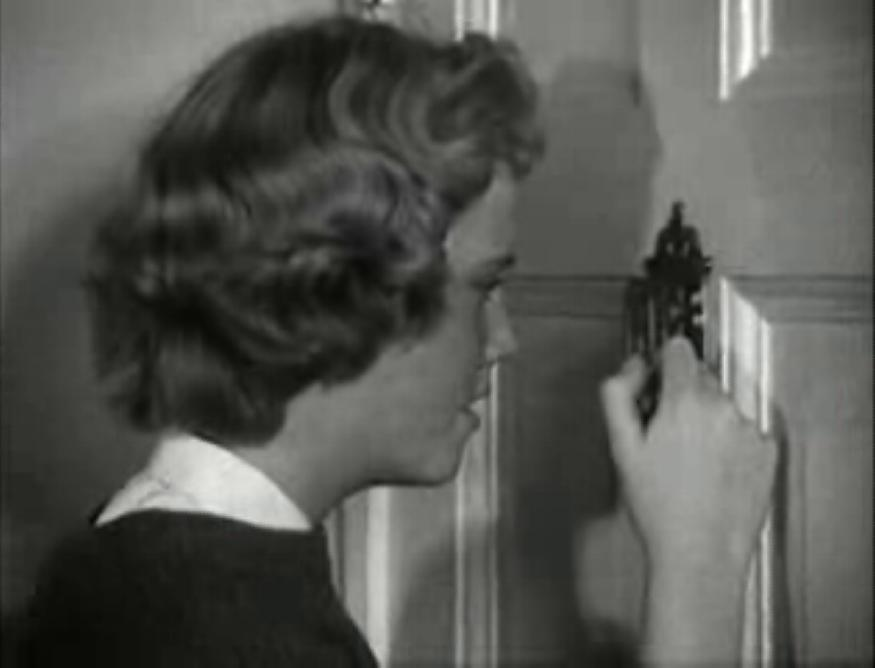
Barbara de babysitter laat geen vreemde mannen binnen.

Girls Beware is een Amerikaanse informatieve film uit 1961. De film werd door Sid Davis gemaakt als vrouwelijke tegenhanger van Boys Beware. De film waarschuwt minderjarige meisjes om niet met vreemde mannen mee te gaan. De film bevindt zich in het Publiek Domein. 